# Bazzania
Bazzania là một chi rêu tản thuộc họ Lepidoziaceae. 

## Danh sách loài
Chi này có các loài sau:
- Bazzania acuminata
- Bazzania adnexa
- Bazzania affinis
- Bazzania alpina
- Bazzania ambigua
- Bazzania angusta
- Bazzania aoyagiana
- Bazzania appendiculata
- Bazzania arcuata
- Bazzania asymmetrica
- Bazzania aterrima
- Bazzania australis
- Bazzania bescherellei
- Bazzania bidens
- Bazzania bidentula
- Bazzania borbonica
- Bazzania boschiana
- Bazzania breuteliana
- Bazzania brevidens
- Bazzania bhutanica, N. Kitag. & Grolle
- Bazzania callida
- Bazzania ceylanica
- Bazzania citharodes
- Bazzania confertissima
- Bazzania conistipula
- Bazzania conophylla
- Bazzania consociata
- Bazzania corbieri
- Bazzania cordifolia
- Bazzania cordistipula
- Bazzania coreana
- Bazzania cubensis
- Bazzania cucullistipula
- Bazzania cuneistipula
- Bazzania decrescens
- Bazzania decurva
- Bazzania denticulata
- Bazzania denudata
- Bazzania deplanchei
- Bazzania engelii
- Bazzania erosa
- Bazzania exempta
- Bazzania falcata
- Bazzania falcifolia
- Bazzania fasciculata
- Bazzania fauriana
- Bazzania fissifolia
- Bazzania flaccida (Dumort.) Grolle
- Bazzania fleischeri
- Bazzania gaudichaudii
- Bazzania gibbifolia
- Bazzania gracilis
- Bazzania grandistipula
- Bazzania gunniana
- Bazzania hamatifolia
- Bazzania hebridensis
- Bazzania himalayana
- Bazzania hookeri
- Bazzania indigenara
- Bazzania integra
- Bazzania integristipula
- Bazzania intermedia
- Bazzania involuta
- Bazzania jamaicensis
- Bazzania japonica
- Bazzania jishibae
- Bazzania koyasana
- Bazzania lacerostipula
- Bazzania lancifolia
- Bazzania latidens
- Bazzania laxifolia
- Bazzania leratii
- Bazzania lessonii
- Bazzania liebmanniana
- Bazzania longa
- Bazzania longistipula
- Bazzania loricata
- Bazzania manillana
- Bazzania mascarena
- Bazzania minutiserra
- Bazzania monilinervis
- Bazzania morokensis
- Bazzania mutans
- Bazzania nagasakiensis
- Bazzania nitida
- Bazzania obcuneata
- Bazzania oblonga
- Bazzania obtusata
- Bazzania okamurana
- Bazzania okaritana
- Bazzania ovistipula
- Bazzania palmatifida
- Bazzania parisii
- Bazzania patentistipa
- Bazzania paucidens
- Bazzania peruviana
- Bazzania platycnema
- Bazzania pompeana
- Bazzania praerupta
- Bazzania pulchella
- Bazzania pusilla
- Bazzania quadrata
- Bazzania quadricrenata
- Bazzania rabenhorstii
- Bazzania recurvolimbata
- Bazzania reflexa
- Bazzania revoluta
- Bazzania rimosa
- Bazzania rotundistipula
- Bazzania sandei
- Bazzania scalaris
- Bazzania schismoidea
- Bazzania schlimiana
- Bazzania shusensica
- Bazzania sikkimensis
- Bazzania spiralis
- Bazzania squarrosa
- Bazzania stephanii
- Bazzania stolonifera
- Bazzania stresemannii
- Bazzania stricta
- Bazzania subaequitexta
- Bazzania subserrifolia
- Bazzania sumbavensis
- Bazzania taleana
- Bazzania temariana
- Bazzania teretiuscula
- Bazzania tricrenata (Wahlenb.) Lindb.
- Bazzania tridens
- Bazzania trilobata (L.) Gray
- Bazzania uncigera
- Bazzania upoluensis
- Bazzania vittata
- Bazzania wallichiana
- Bazzania wattsiana
- Bazzania yoshinagana
- Bazzania zonulata

## Hình ảnh

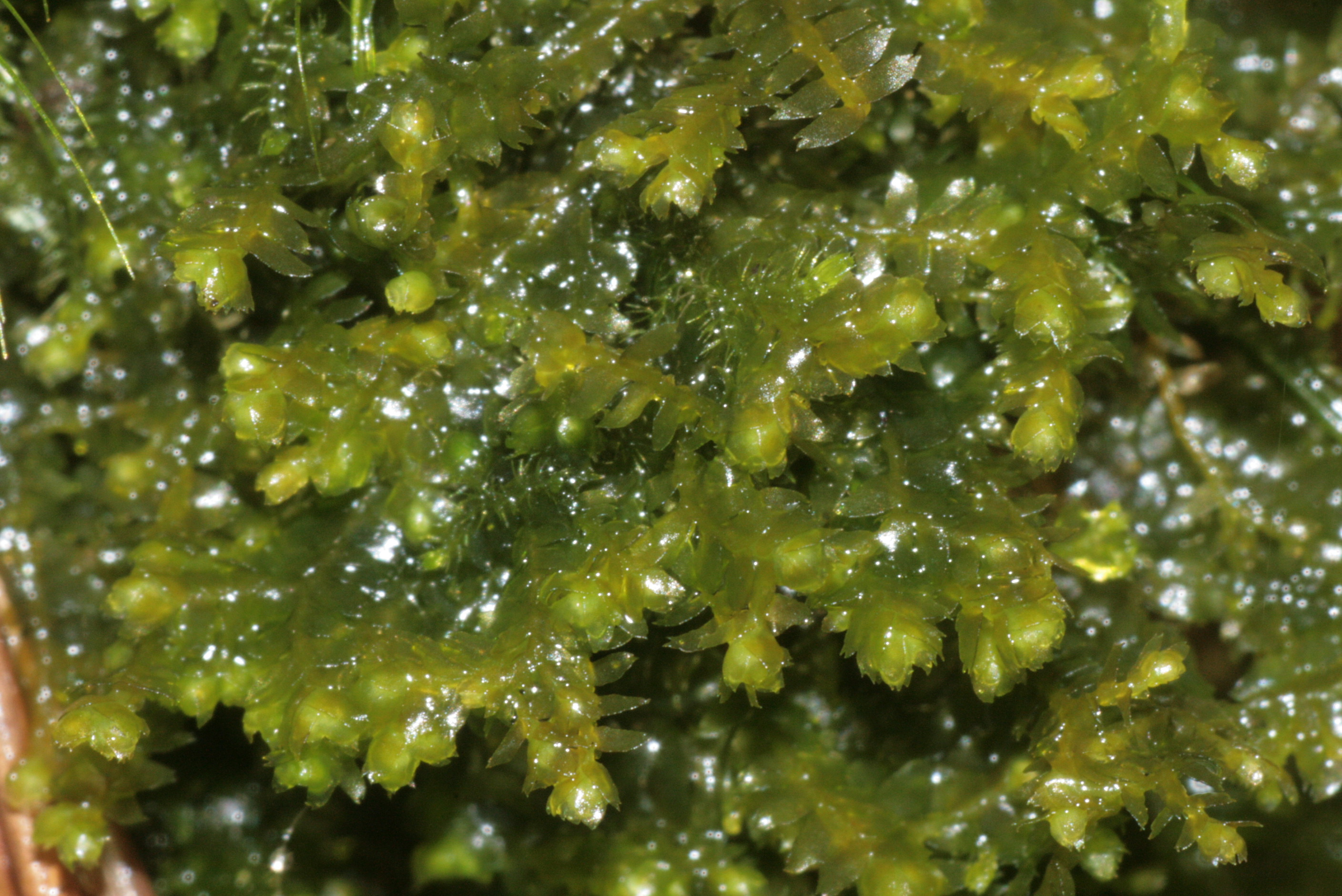
Bazzania flaccida
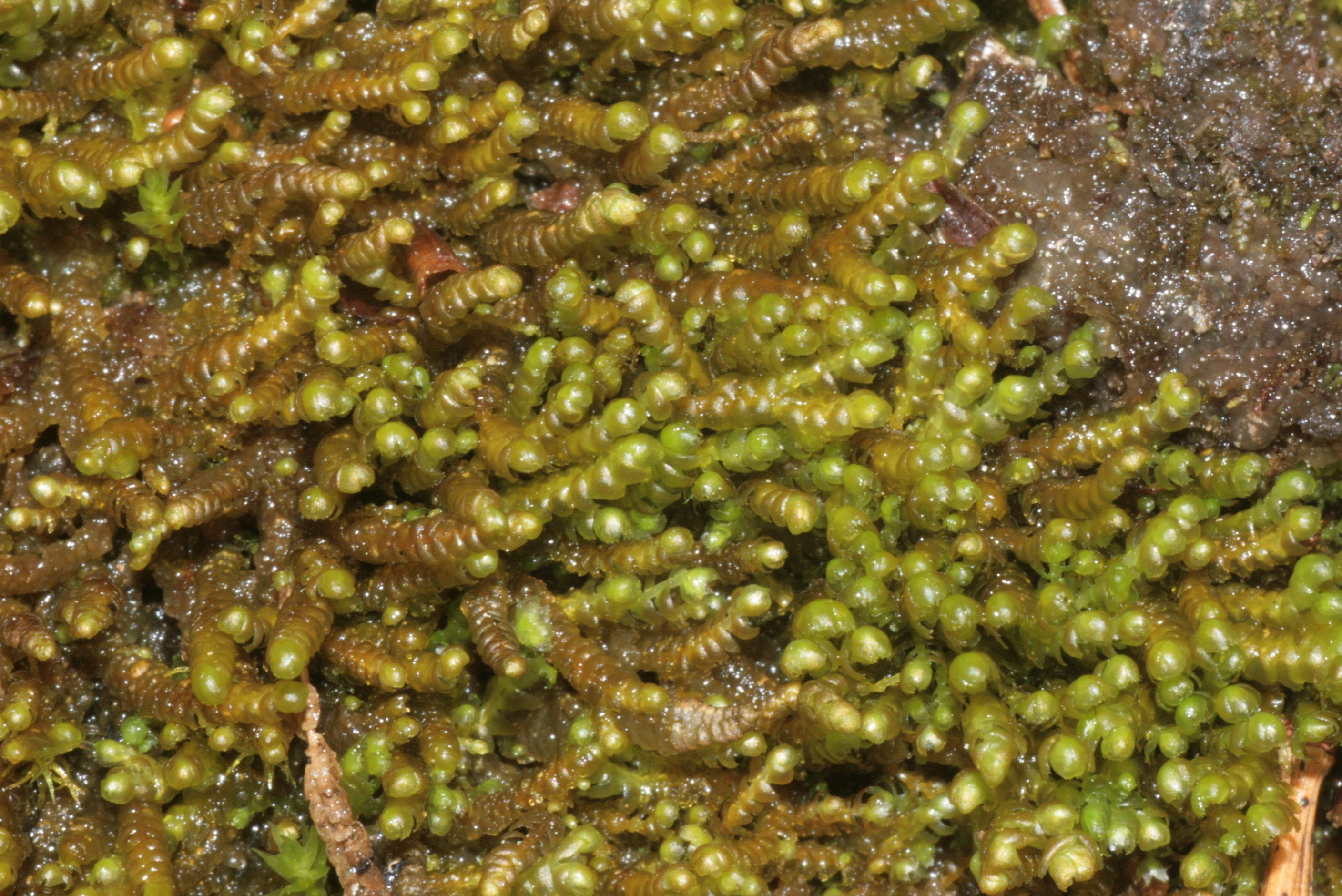
Bazzania tricrenata
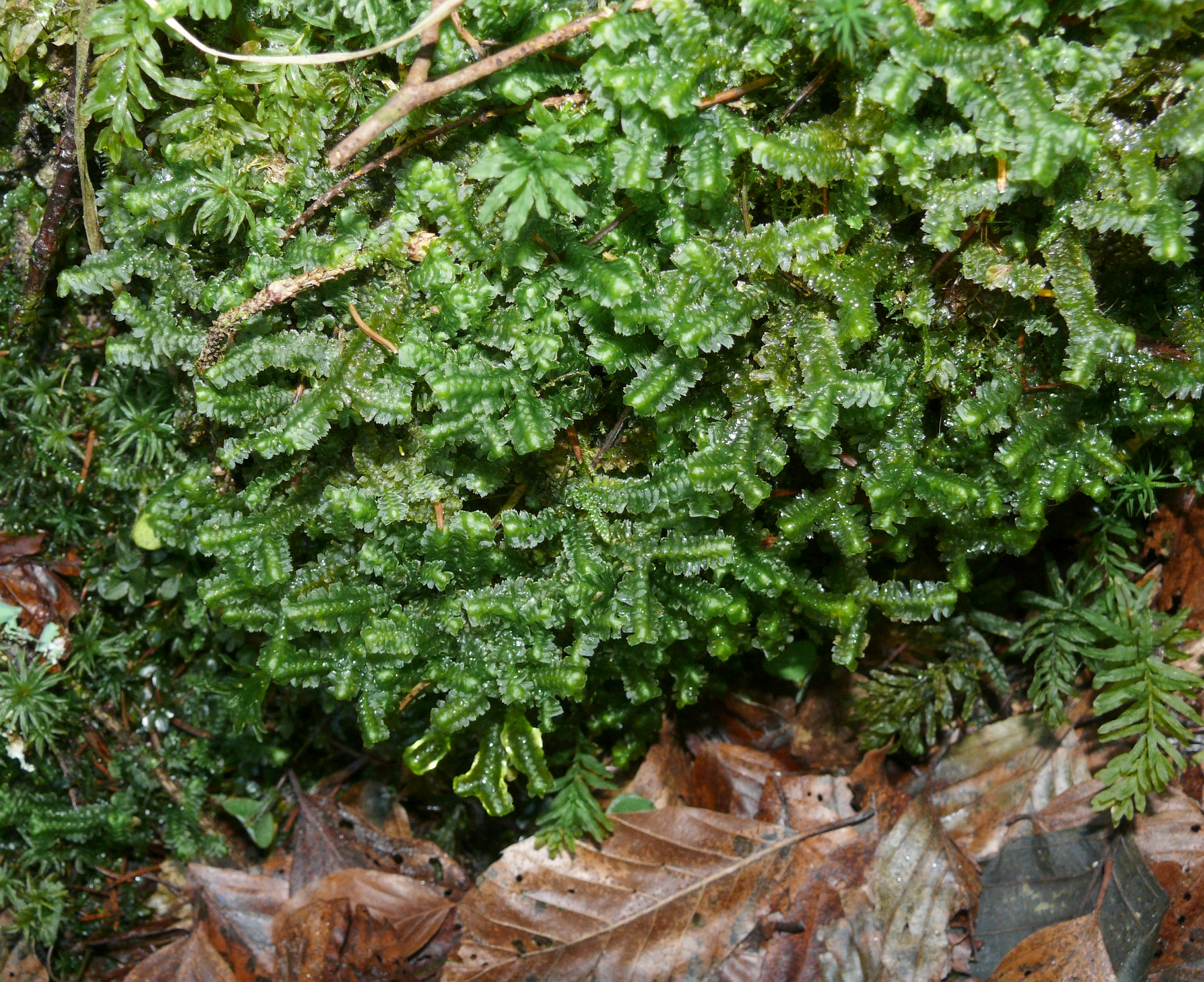
Bazzania trilobata